# Sedini
Sedini – miejscowość i gmina we Włoszech, w regionie Sardynia, w prowincji Sassari.
Według danych na rok 2021 gminę zamieszkiwało 1272 osób, 31,4 os./km². Graniczy z Bulzi, Castelsardo, Laerru, Nulvi, Santa Maria Coghinas, Tergu i Valledoria.